# Union Canal (Pennsylvania)
Der Union Canal in Pennsylvania war ein 130 km langer Binnenschifffahrtskanal, der von der Union Canal Company of Pennsylvania erbaut wurde und von 1828 bis 1884 in Betrieb stand.

## Geschichte
William Penn, der Gründer von Pennsylvania, schlug bereits 1690 einen Kanal vor, der Reading mit Middletown verbindet und so eine Wasserstraße vom Susquehanna River nach Philadelphia schaffen würde. Die Vermessung des Kanals erfolgte in den Jahren 1762 bis 1770, womit er die erste geplante und vermessenene Wasserstraße des Landes war. Die Konzession zum Bau und Betrieb der Wasserstraße wurde an die Schuylkill and Susquehanna Canal Company vergeben. Unter der Leitung des englischen Ingenieurs William Weston begann die Gesellschaft 1792 mit dem Bau. Es wurden mehrere Kilometer Kanal ausgehoben und zwischen Myerstown und Lebanon fünf Schleusen gebaut, doch die Gesellschaft geriet in finanzielle Schwierigkeiten und musste die Arbeiten einstellen.
Pennsylvania erteilte 1795 die Bewilligung, eine Lotteriegesellschaft zu gründen, welche 400.000 US-Dollar für den Bau des Kanals sammeln sollte. Während 20 Jahren wurden 50 Ziehungen durchgeführt und 33 Millionen Dollar Preisgeld ausgeschüttet, trotzdem erreichten nur 270.000 Dollar die Kassen der Kanalgesellschaft.
Die Arbeiten wurden 1821 mit der 1811 gegründeten Union Canal Company of Pennsylvania fortgesetzt. Der Union Canal konnte 1828 durchgehend eröffnet werden. 1830 war der Zweigkanal Pine Grove Feeder fertiggestellt. Er diente nicht nur der Erschließung von Kohlengruben nördlich der Wasserscheide, sondern diente auch der Wasserhaltung des Union Canals.
Die 102 Schleusen des Kanals waren zu klein gebaut, sie maßen bloß 8½ × 75 Fuß (2,6 × 23 m) und konnten die größeren Boote der Pennsylvania-Kanäle und dem Schuylkill-Kanals nicht aufnehmen. In den 1850er-Jahren wurden deshalb die Schleusen auf die Maße 17 × 90 Fuß (5,2 × 27,5 m) vergrößert. Der Union Canal wurde zu seinen besten Zeiten täglich von bis zu 100 Passagierbooten und Frachtkähnen benutzt. Nachdem der Kanal mehr und mehr Konkurrenz durch Bahnstrecken erhalten hatte und 1826 eine Überschwemmung den wichtigen Pine Grove Feeder zerstört hatte, wurde der Kanal 1885 stillgelegt.
Ein Großteil des Landes im Besitz der Kanalgesellschaft wurde an Eisenbahnen verkauft, die ihre Strecken auf dem Treidelpfad bauten oder den Kanal zuschütteten und darauf die Gleise verlegten. In den 1930er-Jahren begannen Arbeiten zum Erhalt des Union Canal Tunnel bei Lebanon. In diesem Bereich wurde der Union Canal Tunnel Park angelegt, der Kanal wieder ausgehoben und mit Wasser gefüllt, so dass der Tunnel als Industriedenkmal wieder mit einem Kanalboot befahren werden kann.